# Линкольн-Смит, Эмма
Эмма Линкольн-Смит (англ. Emma Lincoln-Smith, 28 ноября 1985, Сидней, Новый Южный Уэльс) — австралийская скелетонистка, выступающая за сборную Австралии с 2004 года. Участница зимних Олимпийских игр 2010 года, неоднократная чемпионка национального первенства, обладательница нескольких медалей Кубка Европы и мира.

## Биография
Эмма Линкольн-Смит родилась 28 ноября 1985 года в Уорривуде, пригороде Сиднея, штат Новый Южный Уэльс. Скелетоном заинтересовалась в 2004 году во время учёбы в колледже, вскоре стала активно заниматься этим видом спорта и, показав неплохие результаты, присоединилась к национальной сборной. Её дебют на Кубке мира состоялся 18 ноября 2005 года в американском Лейк-Плэсиде, первые заезды на высочайшем уровне прошли не очень удачно — лишь пятнадцатое место. Этот период в жизни Линкольн-Смит был весьма непростым, её матери Вики диагностировали рак груди, а отец Маркус перенёс открытую операцию на сердце.
В сезоне 2007/08 спортсменка впервые приняла участие в заездах взрослого чемпионата мира, на соревнованиях в швейцарском Санкт-Морице финишировала двенадцатой, кроме того, на этапе Кубка мира в канадском Калгари впервые попала в десятку лучших, финишировав девятой. Лучший свой результат на мировых первенствах показала в 2009 году в Санкт-Морице, неожиданно для соперниц заняв пятое место. Именно благодаря этому достижению Эмма Линкольн-Смит удостоилась права защищать честь страны на Олимпийских играх в Ванкувере. Она без проблем прошла квалификацию, но в ходе основных заездов показала только десятое время. В сезоне 2011/12 выиграла свою первую и пока единственную медаль на Кубке мира, приехав второй на этапе в австрийском Иглсе. Все свои выступления Линкольн-Смит посвящает умершей в 2009 году старшей сестре Джесс.